# Cable Vision of Romania
Cable Vision of Romania (CVR) a fost o companie de televiziune prin cablu din România, înființată în anul 1993.
În 1996 compania punea în funcțiune primul nod optic, concomitent cu instalarea primelor tronsoane de fibră optică.
În anul 1998, Romtelecom a devenit acționarul majoritar și tot atunci CVR își conecta și primul său abonat la serviciile de internet.
CVR a fost primul operator care a dezvoltat o rețea bidirecțională, ca suport pentru transmisii de programe TV, de date (internet) și alte servicii.
În noiembrie 2001 Cable Vison of Romania avea 40 000 de clienți.
În aprilie 2005, furnizorul de internet Astral Telecom a cumpărat CVR pentru 8 milioane de dolari. CVR a intrat sub controlul companiei de telecomunicații UPC în octombrie 2005, odată cu preluarea companiei Astral Telecom de către acesta. În octombrie 2008, UPC a absorbit compania CVR.